# Candice Dupree
Candice Dupree (ur. 16 sierpnia 1984 w Oklahoma City) – amerykańska koszykarka występująca na pozycji silnej skrzydłowej.
10 lutego 2021 została zawodniczką Seattle Storm. 26 lipca 2021 dołączyła do Atlanty Dream.

## Osiągnięcia
Na podstawie, o ile nie zaznaczono inaczej.

### NCAA
- Zawodniczka Roku:
  - konferencji Atlantic 10 (2005, 2006)
  - Philadelphia Big Five (2005, 2006)
- Zawodniczka dekady okręgu Filadelfia (2010 według Philadelphia Inquirer)
- MVP turnieju Atlantic 10 (2004, 2005, 2006)
- Defensywna zawodniczka roku Atlantic 10 (2005, 2006)
- Zaliczona do:
  - I składu:
    - Atlantic 10 (2005)
    - Big Five (2004, 2005)
    - debiutantek Atlantic 10 (2003)
    - defensywnego Atlantic 10 (2004, 2005, 2006)

  - II składu Atlantic 10 (2004)
  - III składu All-American Third Team (2006 przez Associated Press)
  - All-American Honorable Mention (2005 przez Associated Press)

### WNBA
- Mistrzyni WNBA (2014)
- Uczestniczka meczu gwiazd WNBA (2006–2007, 2009, 2014–2015, 2017, 2019[6])
- Zaliczona do I składu debiutantek WNBA (2006)
- Liderka WNBA w skuteczności rzutów z gry (2010)

### Inne drużynowe
- Mistrzyni:
  - Polski (2008)
  - Słowacji (2010, 2011)
  - Czech (2017)
  - Węgier (2019)
- Wicemistrzyni:
  - Eurocup (2014)
  - Rosji (2012, 2013, 2015)
- Brąz:
  - mistrzostw Polski (2009)
  - pucharu Rosji (2012)[7]
- 4. miejsce w lidze rosyjskiej (2014)[8]
- Zdobywczyni:
  - pucharu:
    - Polski (2009)
    - Słowacji (2010, 2011)[9][10]

  - Węgier (2019)
  - Superpucharu Polski (2008)
- Finalistka:
  - Pucharu:
    - Polski (2008)
    - Rosji (2013)[11]

  - Superpucharu Polski (2007)

### Inne indywidualne
- MVP:
  - finałów PLKK (2008)
  - ligi słowackiej (2010 według eurobasket.com)[9]
- Najlepsza:
  - skrzydłowa ligi słowackiej (2010 według eurobasket.com)[9]
  - zagraniczna zawodniczka ligi słowackiej (2010 według eurobasket.com)[9]
- Defensywna zawodniczka roku ligi słowackiej (2010 według eurobasket.com)[9]
- Zaliczona do (przez eurobasket.com):
  - I składu:
    - ligi:
      - słowackiej (2010)[9]
      - rosyjskiej (2012)[7]

    - zawodniczek zagranicznych ligi:
      - słowackiej (2010)[9]
      - polskiej (2008)[12]
      - rosyjskiej (2012, 2013)[7][11]

  - II składu:
    - PLKK (2008)[12]
    - ligi rosyjskiej (2013)[11]

  - składu Honorable mention ligi rosyjskiej (2014)[8]
- Liderka Euroligi w:
  - zbiórkach (2010)
  - blokach (2010)
- Uczestniczka:
  - konkursu Shooting Stars rozgrywanego podczas NBA All-Star Weekend, jako reprezentantka miasta Chicago (2007 z Benem Gordonem i Scottie Pippenem, 2008 z Chrisem Duhonem i B.J. Armstrongiem)
  - meczu gwiazd Euroligi (2009, 2010, 2011)[13]

### Reprezentacja
- Mistrzyni:
  - świata (2010, 2014)
  - uniwersjady (2005)
  - UMMC Jekaterynburg International Invitational (2009)
- Uczestniczka spotkania Stars at the Sun - USA Basketball vs WNBA (2010)